# Richard Lucas
Richard Saville Clement Lucas (Marylebone, 27 de julio de 1896-Gosport, 29 de mayo de 1968) fue un deportista británico que compitió en remo. Participó en los Juegos Olímpicos de Amberes 1920, obteniendo una medalla de plata en la prueba de ocho con timonel.

## Palmarés internacional
| Juegos Olímpicos | Juegos Olímpicos  | Juegos Olímpicos | Juegos Olímpicos |
| Año              | Lugar             | Medalla          | Prueba           |
| ---------------- | ----------------- | ---------------- | ---------------- |
| 1920             | Amberes (Bélgica) | Medalla de plata | Ocho con timonel |